# Екостоянка
ЕКОПАРКОВКА (зелена автостоянка, газон-стоянка, експлуатований газон, стоянка на траві) — технологія створення живого газону, що придатний для паркування автомобілів і проїзду автотранспорту. Для цього використовують спеціальні газонні решітки, що укладають на підготовлену основу, заповнюють родючим ґрунтом і засівають газонною травою. Ребра жорсткості решітки та система замків, розташованих по краях решіток забезпечують надійне з'єднання модулів між собою, а також допомагають ефективно розподіляти навантаження між сусідніми модулям й зберігають у недоторканності основу трав'яного газону.

## Критика/застереження
- При їзді/гальмуванні машин на таких газонних решітках відбувається обрізання верхівок трави. Це відбувається з різних причин: різкі маневри, не вірно засіяно газон, трава не встигла зміцніти/поганий сорт трави, ребра деяких газонних решіток мають гострі края..
- Не рекомендується залишати авто на газоні більш ніж на 3 дні (в період росту трави), адже трава може стати жовтою.
- Не допускається ремонт та мийка авто на екопарковках!
- Бетонні решітки мають малу площу озеленення, велику вагу, псують взуття та неестетичний вигляд.
- Більшість газонних решіток мають тонкі стінки і руйнуються під час руху авто.
- Лише деякі газонні решітки дозволяють роботи маркування паркомісць.
- Дешеві газонні решітки ущільнюють ґрунт, не зручні для жіночих каблуків.
- Без спеціально підготовленої основи, наприклад, укладені просто в ґрунт, деякі плити через невеликий час просідають.
- Екопарковки не вирішують проблему з недостатньою кількістю паркомісць у великих містах.